# Sudety Zachodnie

Sudety Zachodnie zaznaczone kolorem czerwonym

Sudety Zachodnie (332.3) (cz. Krkonošská oblast, Západní Sudety, Západosudetská oblast, niem. Westsudeten) – zachodnia część Sudetów leżąca między Doliną Łaby na zachodzie a Bramą Lubawską na wschodzie. Na zachodzie graniczy z Górami Kruszcowymi, na północy z Niziną Śląską i Przedgórzem Sudeckim, na wschodzie z Sudetami Środkowymi, a na południu z Płytą Północnoczeską.
W ich obrębie można wyróżnić:
- Pogórze Zachodniołużyckie (niem. Westlausitzer Vorberge, w Niemczech)
- Płaskowyż Budziszyński (niem. Lausitzer Gefilde, w Niemczech)
- Pogórze Wschodniołużyckie (niem. Ostlausitzer Vorberge, w Niemczech)
- Pogórze Łużyckie (niem. Lausitzer Bergland, w Niemczech)
- Obniżenie Żytawsko-Zgorzeleckie (cz. Žitavská pánev, w Czechach, niem. Östliche Oberlausitz, w Niemczech)
- Góry Żytawskie (niem. Zittauer Gebirge, cz. Lužické hory, na pograniczu czesko-niemieckim)
- Grzbiet Jesztiedzki (cz. Ještědsko-kozákovský hřbet, w Czechach)
- Kotlina Liberecka
- Góry Izerskie (cz. Jizerské hory)
- Pogórze Izerskie (cz. Frýdlantská pahorkatina)
- Góry Kaczawskie
- Pogórze Kaczawskie
- Kotlina Jeleniogórska
- Karkonosze (cz. Krkonoše)
- Rudawy Janowickie
- Podgórze Karkonoskie (cz. Krkonošské podhůří)

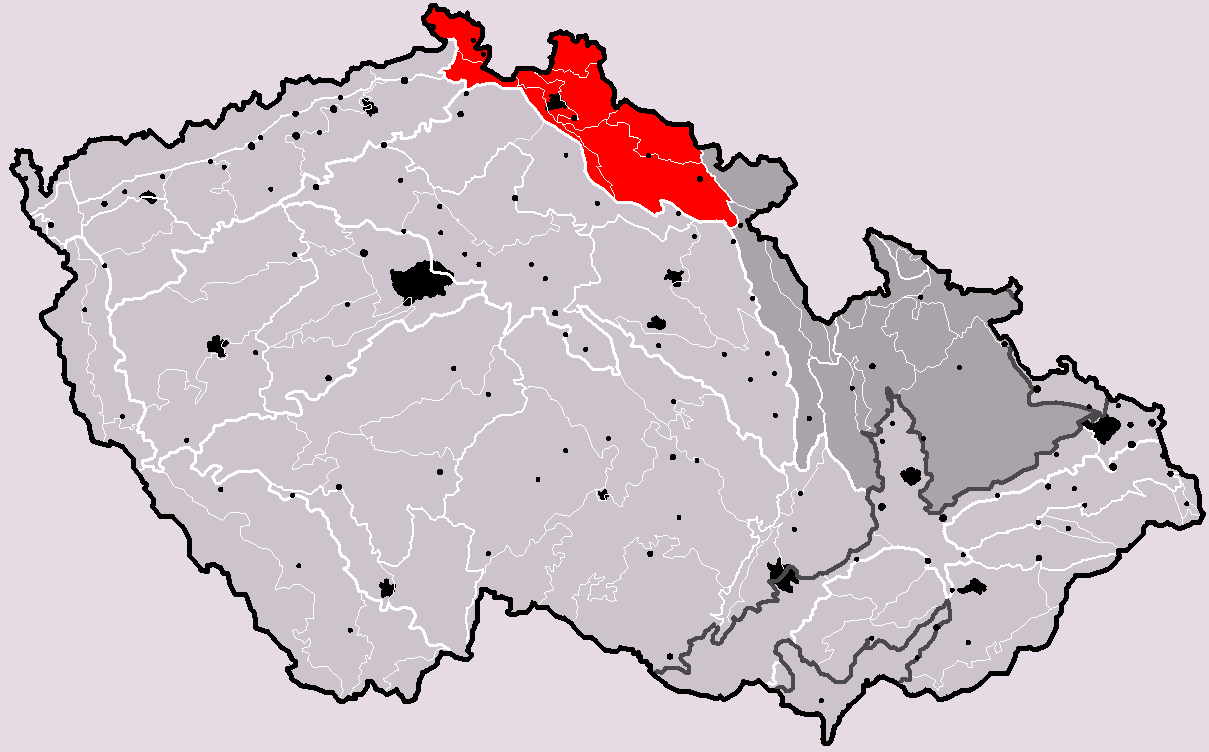
Czeski obszar Sudetów Zachodnich

Według podziału geomorfologicznego Polski Jerzego Kondrackiego do Sudetów Zachodnich nie należą: Pogórze Izerskie, Pogórze Kaczawskie oraz Płaskowyż Budziszyński i Obniżenie Żytawsko-Zgorzeleckie, które wraz z Pogórzem Wałbrzyskim wchodzą w skład innej jednostki - Pogórza Zachodniosudeckiego.
- Według tego podziału Sudety Zachodnie (cz. Krkonošská oblast, Západní Sudety, Západosudetská oblast) składają się z następujących mezoregionów:
  - Góry Żytawskie (niem. Zittauer Gebirge, cz. Lužické hory, na pograniczu czesko-niemieckim)
  - Grzbiet Jesztiedzki (cz. Ještědsko-kozákovský hřbet, w Czechach)
  - Kotlina Liberecka (cz. Liberecká kotlina, Žitavská pánev, w Czechach)
  - Góry Izerskie (cz. Jizerské hory)
  - Góry Kaczawskie
  - Kotlina Jeleniogórska
  - Karkonosze (cz. Krkonoše)
  - Rudawy Janowickie
  - Podgórze Karkonoskie (cz. Krkonošské podhůří)

Inny jest podział geologiczny. Według niego Sudety Zachodnie lub struktura zachodniosudecka rozciągają się od doliny Łaby na zachodzie po nasunięcie ramzowskie na wschodzie (na terenie Czech).